# Cristian Silviu Bușoi

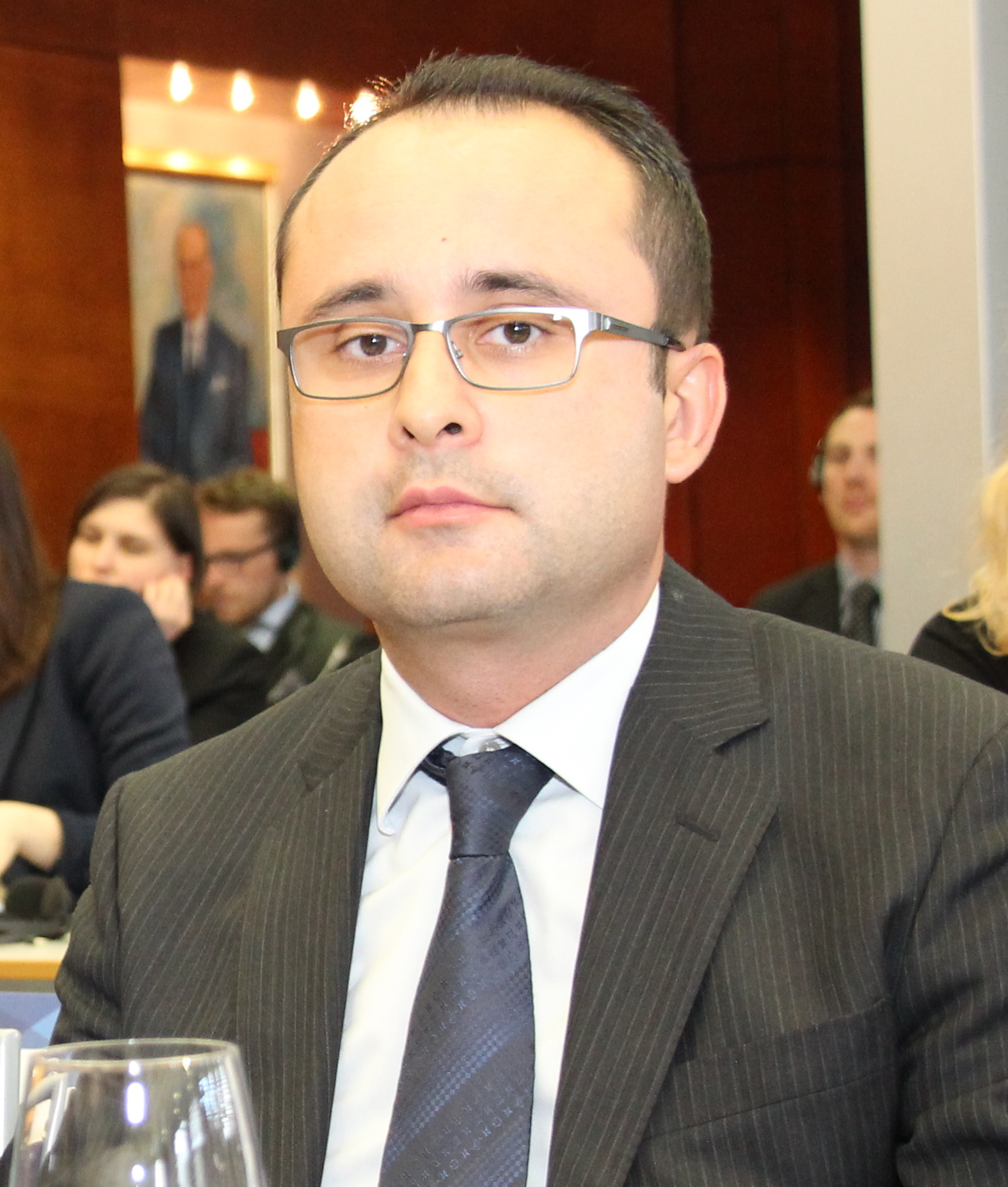
Cristian Silviu Bușoi, 2015

Cristian Silviu Bușoi (* 1. März 1978 in Drobeta Turnu Severin) ist ein rumänischer Politiker und Mitglied des Europäischen Parlaments für die Partidul Național Liberal.

## Leben
Bușoi gehört seit dem 24. April 2007 dem Europäischen Parlament an, als er zusammen mit Horia-Victor Toma in selbiges nachrückte, nachdem zuvor Adrian Cioroianu und Ovidiu Ioan Silaghi ihre Mandate niederlegten, um Ministerposten im neuen Kabinett von Premierminister Tăriceanu einzunehmen. Bei der Europawahl in Rumänien 2009 gelang ihm der Wiedereinzug ins Parlament.
Innerhalb des Europäischen Parlamentes ist er Mitglied in der Fraktion der Europäischen Volkspartei. Bușoi ist Mitglied in folgenden Ausschüssen und Delegationen: Ausschuss für Binnenmarkt und Verbraucherschutz; Delegation im Ausschuss für parlamentarische Kooperation EU-Moldau; Delegation in der Parlamentarischen Versammlung EURO-NEST und ebenso Stellvertreter im Ausschuss für Umweltfragen, Volksgesundheit und Lebensmittelsicherheit, im Rechtsausschuss, in der Delegation für die Beziehungen zum Panafrikanischen Parlament und in der Delegation in der Paritätischen Parlamentarischen Versammlung AKP-EU.
Im Februar 2016 berichtete die rumänische Presse, dass die Doktorarbeit von Bușoi zu wesentlichen Teilen aus Plagiaten besteht. Nach den präsentierten Paralleldrucken wurden ganze Sätze, Absätze und Seiten aus anderen Publikationen übernommen, die nicht genannt werden. In einer Presseerklärung hat er die Anschuldigung zurückgewiesen, aber keine Erklärung für die nicht gekennzeichneten Übernahmen geliefert. Er werde darauf verzichten, die Journalisten zu verklagen.